# Chiesa cattolica in Armenia
La Chiesa cattolica in Armenia è parte della Chiesa cattolica in comunione con il vescovo di Roma, il papa.

## Organizzazione territoriale
Tutto il territorio del paese è compreso, insieme a quello della Georgia, nell'amministrazione apostolica del Caucaso dei Latini.
Inoltre, la nazione è compresa nell'ordinariato armeno dell'Europa orientale, di rito liturgico armeno.
La popolazione cattolica corrisponde a circa 280 000 persone su un totale di 2,9 milioni di abitanti.

## Nunziatura apostolica
La nunziatura apostolica dell'Armenia è stata istituita il 24 maggio 1992 con il breve Armeniam Nationem di papa Giovanni Paolo II. La sede del nunzio apostolico, che è responsabile anche per la Georgia, si trova in quest'ultimo paese, a Tbilisi.

### Nunzi apostolici
- Jean-Paul Aimé Gobel (7 dicembre 1993 - 6 dicembre 1997 nominato nunzio apostolico in Senegal)
- Peter Stephan Zurbriggen † (13 giugno 1998 - 25 ottobre 2001 nominato nunzio apostolico in Lituania)
- Claudio Gugerotti (7 dicembre 2001 - 15 luglio 2011 nominato nunzio apostolico in Bielorussia)
- Marek Solczyński (15 dicembre 2011 - 25 aprile 2017 nominato nunzio apostolico in Tanzania)
- José Avelino Bettencourt (1º marzo 2018 - 30 agosto 2023 nominato nunzio apostolico in Camerun e Guinea Equatoriale)
- Ante Jozić, dal 28 giugno 2024